# Космогонічні міфи

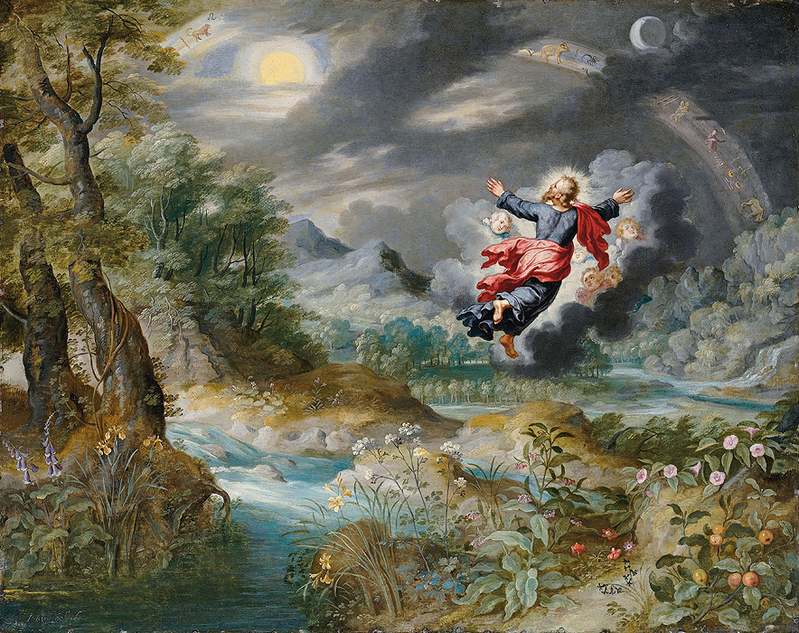
Ян Брейгель молодший, «Бог створює Сонце, Місяць і зірки»

Космогонічні міфи — міфи походження, що пояснюють походження Всесвіту та Космосу, і розповідають про початковий етап їх існування.
Космогонічні міфи і космологічні уявлення займають особливе місце серед інших форм міфопоетичного світогляду, оскільки описують умови, в яких протікає існування людини та описують, як виник всесвіт.

## Загальна характеристика
Космогонічні міфи часто починаються з опису того, що передувало творінню, тобто небуття, як правило, Хаосу. Тексти цього роду в самих різних традиціях відрізняються винятковою одноманітністю: описується стан до творіння епохи, коли космос і всі його частини вже створені.
Існують тексти іншого роду, які не акцентують уваги на епосі до творіння, а безпосередньо починаються з серії тверджень про послідовне створення частин світобудови. Елементи, або стихії, — як правило, вогонь, вода, земля, повітря, до яких іноді додається п'ята стихія, умовно відповідна ефіру, — утворюють первинний матеріал для будівництва космосу. Це зустрічається у міфах індіанців Північної Америки та ведах. Можливі й модифікації, як в скандинавській міфології, де світ виникає від взаємодії вогню і води з холодом. Змішані і нероздільні в хаосі, вони роз'єднуються і «очищаються». Це роз'єднання прихованих в хаосі стихій являє собою один з елементарних космогонічних актів. До числа основних космогонічних актів відносяться, крім того: встановлення космічного простору (роз'єднання неба і землі; формування трьох космічних зон), створення (встановлення) космічної опори (створення першої тверді серед первісного океану, спеціалізованих варіантів опори — світової гори, світового дерева або зміцнення на небі сонця.
Можлива розповідь про посередництво в межах створеного космічного простору між космічними зонами, яке здійснюють боги, що піднімаються на землю або спускаються в підземне царство, про наповнення простору божеством (наприклад, Індрою) елементами-стихіями, конкретними об'єктами (ландшафт, люди, рослини, тварини), абстрактними об'єктами (космічна тканина, дим, тінь тощо). Часто в космогонічних міфах йдеться про зведення всього сущого до єдиного і виведення всього з єдиного: золотого зародка, світового яйця, першоелемента, з одного боку, і міфологічний образ всесвіту як єдиного божества, з іншого. У своїй сукупності ці акти представляють як космогонічний процес, так і його результат — сотворенний космос, його склад і параметри. Порядок створення світу відповідає наступній ідеальній схемі: хаос — небо і земля — сонце, місяць, зірки-час -рослини-тварини, людина-дім. Таким чином, космогонічні міфи описують становлення світу як результат послідовного введення основних бінарних опозицій: небо — земля тощо, і градуальних серій (заснованих на поступовому зростанні або зменшенні якої-небудь ознаки): рослини-тварини-люди.
Порядок творіння підкреслюється часто введенням числових показників, які відносяться або до порядкового номера етапу творення, або до кількості елементів світобудови, що виникають на даному етапі його розвитку. В ідеальній схемі обидва ці варіанти зводяться до приблизно такого вигляду: «один об'єкт на першому етапі породжує два об'єкти» — «два об'єкта на другому етапі породжують три об'єкти» і так далі. Зазначена структура, заснована на міфопоетичній логіці, зафіксована в багатьох міфах про творіння. Так геліопольська версія або шумерська твердить, що Намму, праматір всього сущого, породжує гору, на якій мешкали Ан (небо) і Кі (земля); вони породжують Енліля, господаря землі, засновника Ніппура. У найбільш повному вигляді подібна схема представлена на початку книги Буття:
| І сказав Бог: Нехай буде світло! І настало світло. 4 І побачив Бог світло, що воно добре та й відділив Бог світло від темряви. 5 Назвав же Бог світло — день, а темряву назвав ніч. І був вечір і був ранок — день перший……. І побачив Бог усе, що створив: і воно було дуже добре. І був вечір і був ранок — день шостий |

Подібним же чином, але без числового впорядкування побудована гераклеопольска версія міфу про створення світу, де об'єкти з'являються в наступному порядку: небо і земля; повітря; рослини, тварини, птахи і риби; світло; молитовня; князі. Існують космогонічні міфи, елементи яких не є традиційними. Так, широко поширений в Євразії та Північній Америці космогонічний міф, в якому творцем світу виступає гагара, будується відповідно до принципу: пірнає в море один птах і залишається там один день. Потім пірнають два птахи й залишаються там два дні. Нарешті, пірнають в море сім птахів і залишаються там сім днів, в результаті чого був створений світ.
Походження космосу або його частин часто постає як: перетворення тих чи інших об'єктів в інші. Австралійські тотемні предки, народившись, спонтанно перетворюються на скелі, пагорби, дерева, тварин. Інколи предки добування або викрадення у початкових хранителів (гагара, качка, черепаха) добувають бруд або мул, з яких виникає світ, з дна первозданного океану, як в міфах народів Сибіру, бурят, американських індіанців та ін. Породження здійснюється часто яким-небудь незвичайним способом: з частин тіла творця, іноді сам творець при цьому зникає, перетворюється, гине — приносить себе в жертву або його вбивають інші боги (Пуруша, почасти й Ману в давньоіндійській традиції, Імір — в скандинавській, Пань-гу — в китайській міфології. Інколи це відбувається шляхом зригання. Так єгипетський бог Атум, ковтає власне насіння і вивергає Шу і Тефнут.
Процес творення може здійснитися в результаті вольового акту самого творця або у відповідь на чиєсь прохання, благання; часто (особливо в архаїчних міфологіях) в результаті помилки. В австралійських міфах дві людини забувають підняти із землі списи, з яких виростають чудові дерева; в міфах індіанців апапокува-гуарані старший брат — сонце творить Всесвіт, виправляючи помилки молодшого брата — місяця.
«Матеріальним складом» творених об'єктів найчастіше служать або частини тіла будь-якого з творців (бога або людини, іноді — тварини) або елементи, змішані в хаосі. В аккадській, єгипетській, грецькій, китайській, японській версіях, також зрідка в міфах індіанців та деяких інших народів півночі, практично універсальним мотив виникнення світу є виникнення з первозданних вод, що часто ототожнюють з хаосом, як в міфологіях Дворіччя, Єгипту, Індії, Греції, Японії, Океанії, Африки, Америки. Створення всесвіту можливе з піни, мулу, бруду. Популярним є мотив походження космосу з матері-землі: спляча земля піднялася з хаосу і з неї народилося небо.
Космогенез постає часто як розвиток з яйця світового чи близьких йому образів, наприклад з двостулкової раковини, з шкаралупи. Всесвіт може створюватися творцем із залученням різних інших сил (також осмислюється як його частини): за участю божеств чотирьох сторін світу (чотири брата в міфології індіанців Віннебаго; чотири бога, створених первозданним океаном Лову в міфах тубільців Маршаллових островів), духів, за допомогою гігантського змія, підтримуючого землю. Це у скандинавів — величезний змій Мідгарда, що оперізує світ; Айдо-хвед — змія-веселка в Дагомейській міфології.

## Класифікація
Космогонічні міфи мають наступну класифікацію:
1. Творіння: верховна істота творить світ думкою, словом і т. д. В єгипетській міфології бог-творець Пта силою думки й словом творить богів і людей, причому головні боги є перевтіленнями самого Пта.
2. Мотив пірнальника: верховний бог пірнає сам або посилає водоплавних птахів чи земноводних на дно Першоокеану, щоб дістати шматочок землі, із якого виросте весь світ.
3. Творіння засобом поділу початкової єдності на частини:

- поділ Неба й Землі, тобто Світових Батьків;
- розділення початкової аморфної маси — Хаосу;
- творіння шляхом поділу Першожертви;
- поділ на дві частини космогонічного Яйця;[3]

## Космогонія у слов'ян
Космогонічні міфи слов'ян опосередковані з навколишнім природним середовищем, що пов'язано з бажанням людини пояснити походження світу і явища, з ним пов'язані, походження людини і тварин, виходячи зі свого досвіду.
А. А. Бичков реконструює космогонічний слов'янський міф таким чином:
| На початку початку існувало в повній порожнечі Світове Яйце, всередині якого в тумані спав Бог. Через деякий час туман розсіявся — волога осіла вниз, а повітря піднялось вгору. Утворився світовий океан — море і повітряний простір. І судилося богу прокинутися. І куди б не кинув свій погляд бог,…. на небесному куполі спалахувала нерухома точка — зірка…. |

Далі розповідається, що Бог, побачивши своє відображення нерухомому дзеркалі, від самотності вирішив оживити своє відображення. Через те, що його відображення було дзеркальним, нове божество виявилося у всьому дзеркально протилежним. Сварог (він же Бог, Дий) був білим і добрим — нове божество вийшло темним і злим тому й ім'я він отримав відповідне — Біс. Потім між небом і водою самі собою виросли два дерева — священні дуби, що трималися на силі божій, з жолудів яких вилупилися дві качки. Качки, пірнаючи на дно моря, діставати мул і пісок. Мулом вони склеювали гілочки й листя дуба, склеюючи Землю. Біс же, діставши мулу, кинув його на Землю, що утворило гори і скелі. Це розсердило Бога, він зламав один зі священних дубів і, зробивши палицю, покарав Біса, загнавши його під землю.
Космогонічні міфи протягом століть зазнавали у слов'ян змін, на них накладалися відбитки християнства. У пізніших достовірно відомих міфах південних та східних слов'ян землю творять Бог і Сатана.
Земля у слов'ян не просто мул і бруд, який зумів витягнути з-під води Сатана. Мати — сира земля втілювалася в образі жіночого божества родючості; ритуали, пов'язані з її шануванням, покликані були забезпечити хороший урожай, здоровий приплід, тобто родючість взагалі. Трави і дерева слов'яни вважали волоссям землі, гори і скелі — кістками, пагорби й береги річок — колінами, річки — її кров'ю. Земля, як і жива людина, могла страждати і радіти, народжувати дітей — земних істот, оберегти і покарати. Це відобразилось зображеннях жінок-родоначальниць ще в епосі палеоліту. Безпосередньо з цим пов'язані й трипільські жіночі статуетки з символом засіяного поля на животі.
Таке шанобливе ставлення до Матері — сирої землі для слов'янина — втілення всього живого. Звідси й трепетне ставлення до неї й заклик в свідки під час клятви, цілуючи землю, й прагнення слов'янина взяти з собою жменю рідної землі, щоб вона допомогла на чужині. Так у казці про Кощія Безсмертного герой перед сутичкою з ним кидає жменю рідної землі, що спричиняє появу дружини, готовою прийти йому на допомогу.
Шана до рідної землі вивилась і в похоронних обрядах. Якщо небіжчик помирав на чужині, то клали з ним в хустці або ладанці трохи рідної землі, а під час похорону кожен кидав у могилу по жмені землі, голосячи: «Нехай земля йому буде пухом!». Земля з могили могла допомогти побороти страх перед смертю, хворобою, але могла використовуватися і в наведенні всіляких порч, поєднуючи в собі таким чином дві грані — початку й кінця життя, народження й смерті.

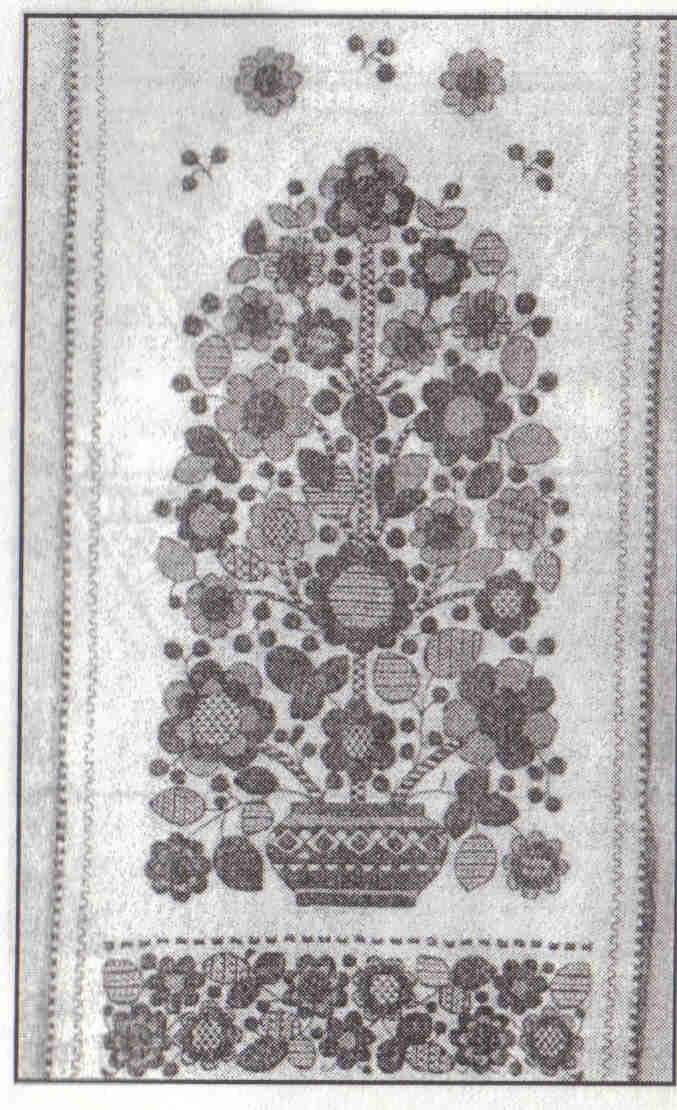
Зображення Дерева життя на рушнику. Середня Наддніпрянщина

В образі Дуба слов'яни втілили ідею Світового древа. По Світовому древу можна піднятися на будь-яке з дев'яти небес, які оточують Землю. На кожному з небес живуть свої мешканці: Сонце, Місяць, зірки, хмари, вітер, прабатьки птахів і звірів і ін. На сьомому небі розташовується слов'янський рай — «Ірій», або «острів Буян». Плоди Світового древа — насіння всіх дерев і трав. Образ Світового древа втілився в казках, мотивом яких є бобове зернятко або жолудь, які, потрапивши в підпілля, проростають спочатку до підлоги, потім до стелі, а потім і до неба, куди й забирається герой по стовбуру, котрий виріс до дерева. Цей образ знаходить відображення в загадках: «Що то за дуб, на дубі 12 сучків, на кожному суку по 4 гнізда, в кожному гнізді по 7 яєць».(Рік, 12 місяців, 4 тижні, 7 днів). Світове древо є постійним мотивом в обрядовій і обереговій вишивці слов'ян. Воно розташовується в центрі композиції, символізуючи початок початку, центр світобудови. Дуже часто на рушниках з'являється не одне, а два Світових древа як відгомін древнього слов'янського міфу.
Сама людина в слов'янській міфології має кілька походженнь. Одне з них — походження з вуглинки, яка появилась після того, як блискавка вдарила в Землю. Цей найдавніший міф знайшов відображення в народній творчості. Він тісно пов'язаний з культом печі (вогнища, вогню) і переплітається з культом предків. Часто герой народної казки якраз народжується з попелу, вуглинки, загорнутої в ганчірку.
Поширенішими є міфи про те, що Бог виліпив людину з тіста або з глини, що демонструє біблійний вплив на слов'янську міфологію. Різниця в тому, що в створення людей у слов'ян, як правило, втручається собака. Вона з'їдає чоловіка чи жінку, і Богу доводиться ліпити їх заново. Інколи Бог відволікається на що-небудь, і тоді чорт мастить людей брудом або краде у Бога ребро Людини, і Бог творить Жінку з недогризка. Є версії, за якими ребро Людини викрадає собака, Бог, наздоганяючи її, відриває у неї хвіст. З цього хвоста Бог робить Жінку. Так пояснюється жіноча непостійність, вправність розуму і лукавство.
Властивий слов'янської міфології і мотив вигнання людей з Раю (Ірія). Тут відомі варіанти з гріхопадінням або куштуванням яблука, де Сатана являється в образі жаби. Найпоширенішою є версія вигнання Людини із Ірію за лінь і непослух. В останньому варіанті міфу знаходить відображення і землеробський уклад життя слов'ян:
| Коли Бог створив людей, він дав Людині в руки заступ і плуг, а Єві — прядку і веретено, щоб вони жили в раю й працювали. Одного разу вийшли Бог і Людина орати поле. Бог встав на місце орача, а Людину поставив погоничем волів. Опівдні Бог розпріг волів, приліг відпочити, а Людині сказав: «Ти дивись, не спи. Пообідай сам, напої волів і постережи їх, а коли сонце поверне з полудня, розбуди мене». Людина пообідала, постерегла трохи волів, а потім прилягла під кущем і заснула. Коли Бог прокинувся, вечоріло і ніде не було видно ні волів, ні Людини. «Людино, агов, Людино!» — Кличе Бог. Та де там! Не чути і не видно Людини. Почав шукати Бог Людину, бачить — а та лежить під кущем і хропе. Бог ударив Людину лозиною і сказав: "Прокляте ти творіння, і споганене дияволом, таке ж неслухняне, як і він сам. Не гідний ти жити зі мною в раю. Іди собі до босі! «Так і вигнав Бог перших людей з раю». |

Світ здавався слов'янам єдиним цілим: у ньому було все взаємопов'язане, і всьому було своє місце та час.